# Arctoparmelia subcentrifuga
Arctoparmelia subcentrifuga är en lavart som först beskrevs av Oxner, och fick sitt nu gällande namn av Hale. Arctoparmelia subcentrifuga ingår i släktet Arctoparmelia och familjen Parmeliaceae.   Inga underarter finns listade i Catalogue of Life.